# 632 (tal)
632 är det naturliga heltal som följer 631 och följs av 633.

## Matematiska egenskaper
- 632 är ett jämnt tal.
- 632 är ett sammansatt tal.
- 632 är ett defekt tal.
- 632 är ett glatt tal.

## Inom vetenskapen
- 632 Pyrrha, en asteroid.